# ایرج کلانتری
ایرج کلانتری طالقانی (۱۳۱۶ – ۲ اسفند ۱۴۰۱) معمار و شهرساز ایرانی بود. از آثار او می‌توان به بنای سفارت ایران در گرجستان، از طراحان پروژه فرودگاه بین‌المللی امام خمینی، طراحی اقامتگاه سفیر ایران در ایروان و مجموعه چایکنار تبریز اشاره کرد. او از معماران تاثیرگذار متاخر نسل دوم معماری معاصر ایران بود.
او برادر پرویز کلانتری، نقاش نوگرای ایرانی بود. 

## زندگی حرفه‌ای
ایرج کلانتری پس از گذراندن دوره‌های ابتدایی و دبیرستان، در سال ۱۳۳۵ وارد دانشکدهٔ هنرهای زیبای دانشگاه تهران و در سال ۱۳۴۲ در رشتهٔ معماری این دانشکده با درجه کارشناسی ارشد دانش‌آموخته شد. او در سال ۴۲، گروه مشاوره معماری، در سال ۱۳۵۰ شرکت مهندسان مشاور کلانتری-دارایی و در سال ۱۳۵۳ دفتر مهندسان مشاور باوند را راه انداخت.
کلانتری از سال ۱۳۴۰ تا ۱۳۵۰ در زمینهٔ مشاوره در وزارت کشور روی طرح‌های هادی روستایی کار می‌کرد که نقشه‌هایی مدرن برای بهینه‌سازی استفاده از زمین‌های کشاورزی، مسکونی یا تجاری در روستاهای کشور ارائه می‌کردند.
ایرج کلانتری از دهه ۱۳۴۰ (خورشیدی) تا پایان زندگی، به کار در زمینه ساختن خانه‌های شهری در تهران پرداخت.
ایرج کلانتری در سال ۱۳۵۹ به آمریکا مهاجرت کرد و دفتری برای طراحی و ساختمان‌سازی به نام «کاسپین» راه‌اندازی کرد. اما یک سال بعد به ایران بازگشت و تا پایان در ایران ماند.
برخی منابع از او به عنوان طراح فرودگاه امام خمینی نیز نام برده‌اند. اما به گفته علی مقدم (معمار و خواهرزاده کلانتری) بااینکه او سرپرست تیم طراحی این فرودگاه بود اما طراح اصلی فرودگاه، پل آندرو، طراح فرانسوی و طراح فرودگاه شارل دوگل پاریس بود.
از ویژگی‌های طراحی ایرج کلانتری،ظرافت در طراحی و اجرای جزئیات، زیبایی در عین سادگی، عملگرایی و کارکردگرایی در عین نوگرایی و پیروی از مکتب مدرنیسم در معماری بود.
او به عنوان نمایندهٔ این وزارتخانه در کمیتهٔ فنی شورای عالی شهرسازی و کمیته بررسی و تجدید نظر در قانون نوسازی و عمران شهری فعالیت داشت. او همچنین بیش از ۲۰ سال دروس طراحی را در دانشگاه علم و صنعت ایران، دانشگاه تهران، و دانشگاه آزاد اسلامی واحد تهران مرکزی تدریس کرد.

## درگذشت
ایرج کلانتری در ۲ اسفند ۱۴۰۱ در سن ۸۵ سالگی درگذشت.

## سوابق و کارنامه
ایرج کلانتری عضو شورای تخصصی شهرداری تهران، رئیس هیئت اجرایی شورای هماهنگی تشکل‌های صنفی مهندسی کشور، عضو هیئت مدیرهٔ انجمن صنفی مهندسان مشاور معمار و شهرساز، عضو هیئت امناء انجمن مفاخر معماری ایران، عضو هیئت تحریریهٔ مجلهٔ معماری نوین، عضو هیئت مدیرهٔ سازمان نظام مهندسی ساختمان تهران و عضو شورای عالی خانهٔ هنرمندان ایران نیز بوده‌است.
از مهم‌ترین پروژه‌های طراحی و ساخت کلانتری می‌توان به موارد زیر اشاره کرد:
- مدیریت و طراحی پروژهٔ فرودگاه بین‌المللی امام خمینی
- دانشگاه بین‌المللی امام خمینی قزوین (ساخت و اجرای دانشکده‌های علوم، فنی مهندسی، ادبیات و سالن و تسهیلات ورزشی دانشگاه در سال‌های ۱۳۶۷، ۱۳۷۲ و ۱۳۷۶)
- سفارت‌خانه و اقامتگاه سفیر ایران در تفلیس (۱۳۸۰)
- اقامتگاه سفیر ایران در ایروان (۱۳۸۰)
- مجموعه چایکنار تبریز
- خانهٔ نجف دریابندری در تهران (۱۳۴۳)
- خانهٔ مهشید امیرشاهی (۱۳۴۴)[۳]
- ‎منزل دکتر نادر هشترودی (۱۳۵۰)
- خانهٔ ثمین باغچه‌بان[۳]
- خانهٔ محسن هشترودی[۳]
- خانهٔ شخصی پرویز کلانتری (۱۳۷۴)
- ساختمان مسکونی برای عباس آخوندزاده[۳]
- ساختمان مجلس جیبوتی
- مرکز تجاری جیبوتی
- دانشکده مهندسی انرژی شریف
- فرهنگستان‌های جمهوری اسلامی ایران، با همکاری حسین شیخ زین‌الدین (۱۳۷۳)
- واحدهای مسکونی شهرک ولیعصر کنگان
- شهرک مسکونی فولاد اهواز
- مجموعه‌های مسکونی طرح نواب در تهران
- مرکز تکنولوژی آموزشی تهران
- ساختمان استانداری کرمان
- کارخانه لوله‌سازی داکتیل اهواز
- ایستگاه‌های قطار سبک شهری مشهد و تبریز[۳]
- بهسازی و نوسازی بافت پیرامون برج‌های تاریخی شدادیه و ساختمان مرکزی صنعت نفت در تهران (۱۳۸۱)
- طراحی خانخ علی نوری (از مدیران انتشارات فرانکلین)، محسن هشترودی، خانه برادرش پرویز کلانتری[۳]
- ساختمان انتشارات فرانکلین در چهارراه جهان کودک تهران
- دانشکده مدیریت در خیابان عباس‌آباد تهران
- مجموعه جهانگردی در میگون
- هتل سفیدکنار بندر انزلی[۳]

## نوشته‌ها
- بررسی علل حاشیه نشینی در ۱۷ شهر با جمعیت بیش از یکصد هزار نفر
- تنظیم اصلاحیه قانون نوسازی و عمران شهری
- تهیه و تدوین آئین‌نامه اجرای حق مرغوبیت
- گونه‌شناسی مسکن در مناطق ساحلی خلیج فارس
- همکاری با مجله‌های بانک ساختمان، آبادی، معماری و شهرسازی، معمار

## جوایز و افتخارات
کلانتری در سال ۱۳۸۴ از طرف جامعهٔ مهندسان معمار ایران به عنوان معمار سال انتخاب شد. در سال ۱۳۷۳ طرح او و شیخ زین‌الدین برای بنای فرهنگستان‌های جمهوری اسلامی ایران برندهٔ جایزهٔ چهارم و در سال ۱۳۸۱ طرح او برای ساختمان مرکزی صنعت نفت برندهٔ اول شده‌است.
وی در مسابقه‌های معماری گوناگونی به عنوان عضو هیئت داوری یا طراح شرکت کرده بود که در موارد گوناگونی مانند طرح باشگاه کارمندان وزارت کشور، سفارت ایران در رباط، ساختمان شهرداری تهران، مجتمع مسکونی فرح‌آباد تهران و مجتمع مسکونی کارکنان فولاد اهواز و طرح مرکز ساختمان شرکت نفت ایران و دانشگاه پتروشیمی در ماهشهر به رتبه نخست دست یافته‌است.